# Schweizer Badmintonmeisterschaft 1979
Die Schweizer Badmintonmeisterschaft 1979 fand vom 3. bis zum 4. Februar 1979 in La Chaux-de-Fonds statt.

## Medaillengewinner
| Disziplin    | Gold                            | Silber                             | Bronze                        |
| ------------ | ------------------------------- | ---------------------------------- | ----------------------------- |
| Herreneinzel | Claude Heiniger                 | Roland Heiniger                    | Claude Bovard                 |
| Herreneinzel | Claude Heiniger                 | Roland Heiniger                    | Paolo di Paoli                |
| Dameneinzel  | Liselotte Blumer                | Claudia von Büren                  | Mireille Drapel               |
| Dameneinzel  | Liselotte Blumer                | Claudia von Büren                  | Iris Kaufmann                 |
| Herrendoppel | Claude Heiniger Roland Heiniger | Pierre Duboux Philippe Monod       | Laurent Kuhnert Lionel Schmid |
| Herrendoppel | Claude Heiniger Roland Heiniger | Pierre Duboux Philippe Monod       | Bruno Erard Werner Riesen     |
| Damendoppel  | Liselotte Blumer Patricia Kaul  | Claudia von Büren Liselotte Tobler | Silvia Lüthi Regula Kaufmann  |
| Damendoppel  | Liselotte Blumer Patricia Kaul  | Claudia von Büren Liselotte Tobler | Patricia Kaul Iris Kaufmann   |
| Mixed        | Edy Andrey Liselotte Blumer     | Roland Heiniger Daniela Heiniger   | Claude Bovard Iris Kaufmann   |
| Mixed        | Edy Andrey Liselotte Blumer     | Roland Heiniger Daniela Heiniger   | Rolf Müller Mireille Drapel   |